# 吉村やよひ
吉村やよひ（1970年 - ）は東京出身の劇作家・演出家・女優。1998年に劇団「ひげ太夫」を旗揚げし、座長を務めている

。

## ひげ太夫
ひげ太夫(1998年-)は吉村やよひが主宰する女性だけの劇団。キャッチコピーは「ヒゲを付けた女たちが繰り広げる出し物芸」。全作品が吉村やよひの作・演出である。第3回公演より、組体操によって大道具等を表現している。ストーリーは「男が必ず女に助けられる」内容で、吉村によると「女から見た馬鹿でかわいい男たち」を描いている。

### 上演記録
- 第1回 「めり込め!! 炎のこぶし」(1998年)
- 第2回 「蜜林」(1998年)
- 第3回 「蜜しょん」(1999年)
- 第4回 「ゴケ百」(1999年)
- 第5回 「ぞぞ髪」(2000年)
- 第6回 「修験塚」(2000年)
- 新宿演劇祭り・休む暇無し「集まれ英雄」(2000年)
- 第7回 「猛者蒸し」(2001年)
- 第8回 「凡音結い」(2001年)
- 第9回 「頭聞岳」(2001年)
- 第10回 「髪牡丹」(2002年)
- 第11回 「駒嵐」(2002年)
- 第12回 「雲丈郭」(2002年)
- 第13回 「烈々宙王」(2003年)
- 第14回 「巌目綴り」(2003年)
- 第15回 「蛮玉殿」(2004年)
- 第16回 「雀躍天」(2004年)
- 第17回 「凶翁ヶ浦」(2004年)
- 第18回 「蛇骨ボウズ」(2005年)
- 第19回 「アンデス星三郎」(2005年)
- 第20回 「南獣トウゲ」(2006年)
- 第21回 「ヒマラヤ頭巾団」(2006年)
- 第22回 「雲丈郭」(再演)(2007年)
- 第23回 「碧玉路」(2007年)
- 第24回 「十傑峡」(2007年)
- 第25回 「雷神ウツボ」(2008年)
- 第26回 「熱風ジャワ五郎」(2008年)
- 第27回 「雲南ジャッカル」(2009年)
- 第28回 「アユタヤ順風伝」(2009年)
- 第29回 「赤道ザクロ」(2010年)
- 第30回 「マドロス豹十郎」(2010年)
- 第31回 「崑崙クジャク」(2011年)
- 第32回 「天竺ダイヤモンド」(2011年)
- 第33回 「雷神ウツボ」(再演)(2012年)
- 第44回「メコン流れ星」（2024年）[4]